# Lingot à peau de bœuf

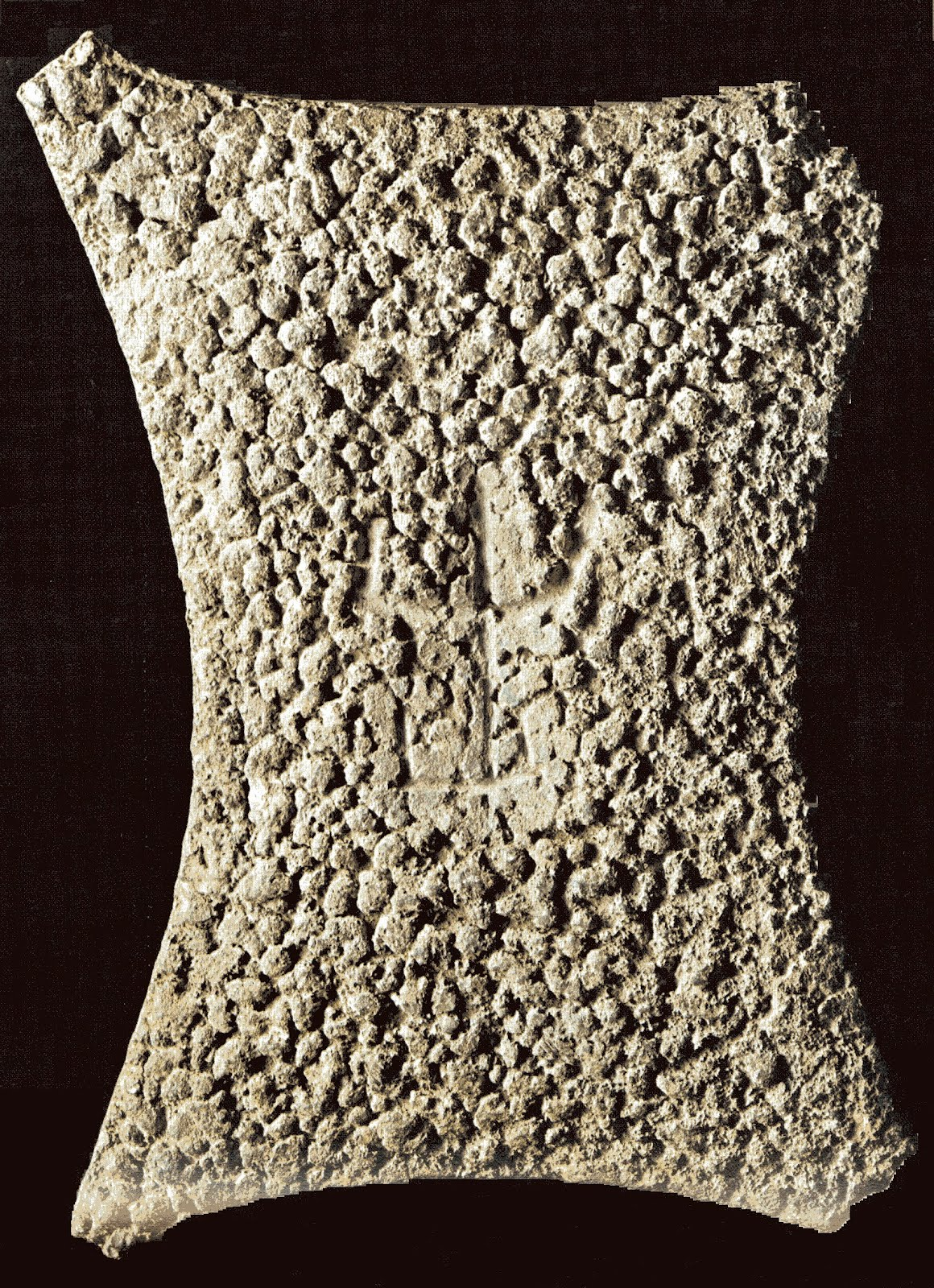
Lingot à peau de bœuf trouvé à Nuragus - province de Sardaigne du Sud.

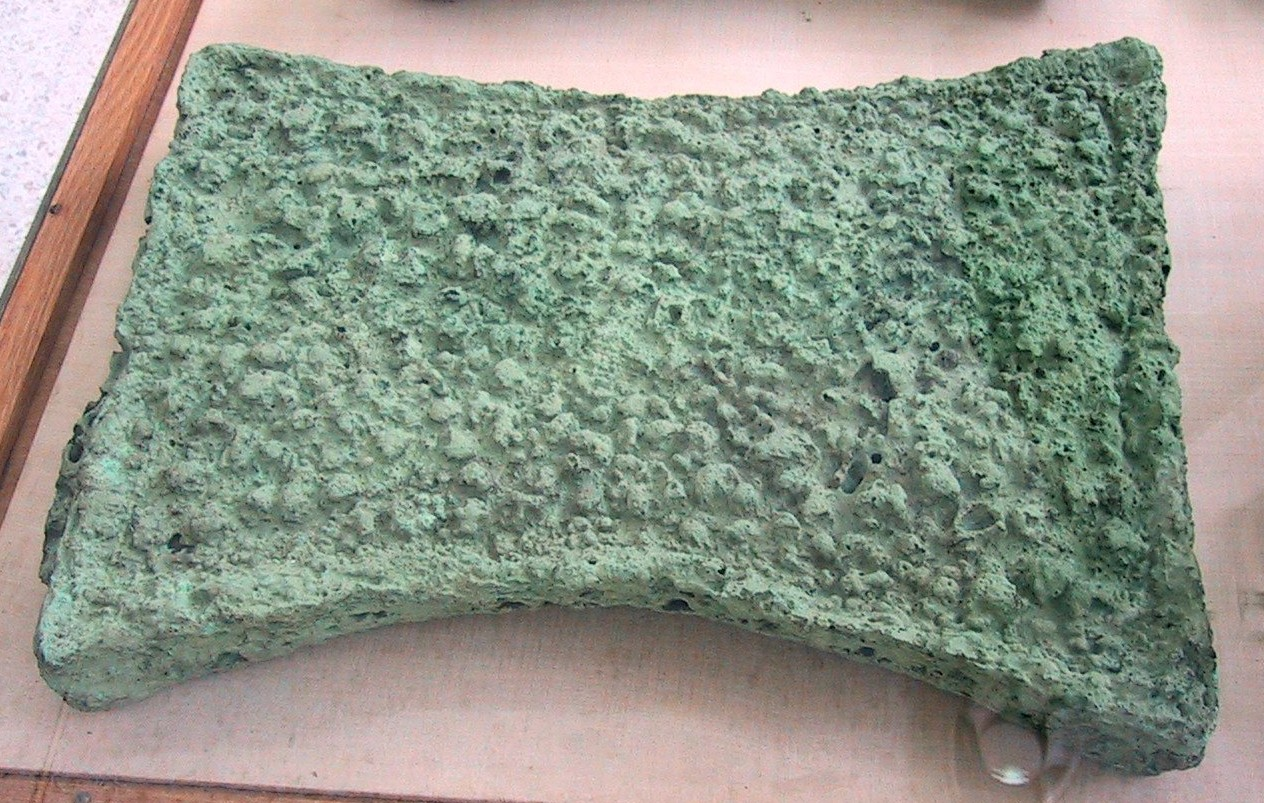
Lingot de cuivre de Zakros, Crète, Musée archéologique d'Héraklion.

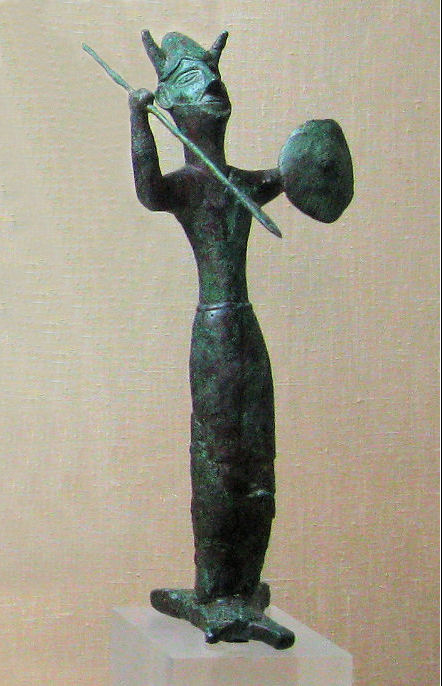
Protecteur de lingot, bronze, Enkomi, Chypre.

Le lingot à peau de bœuf est un type de lingot de cuivre, contenant parfois un peu d'étain, largement produit et distribuée dans le bassin méditerranéen vers la fin de l'Âge du bronze. Sa forme ressemble à une peau de bœuf avec une poignée saillante à chacun des quatre coins.
Au départ certains supposaient que la valeur de chaque lingot était équivalente à celle d'un bœuf. La similitude de forme est probablement une coïncidence, les producteurs des lingots ayant conçu ces saillies aux coins afin de les rendre facilement transportables par voie terrestre sur le dos d'animaux de bât.
Des lingots ont été découverts en Sardaigne, Corse (Borgo), Crète, Péloponnèse, Chypre, à Cannatello en Sicile, Boğazköy en Turquie (antique Hattusa, capitale hittite), Qantir-Piramesse en Égypte et Sozopol en Bulgarie,. Les archéologues ont découvert de nombreux lingots dans deux épaves au large de la côte de la Turquie : à Uluburun et au cap Chélidonia.

## Contexte
L'apparition de lingots à peau de bœuf coïncide avec le début du commerce du cuivre dans le bassin méditerranéen (vers 1600 av. J.-C.). Les premiers lingots découverts proviennent de Crète et datent du Minoen récent ; les derniers lingots ont été trouvés en Sardaigne et datent d'environ 1000 av. J.-C.. Le commerce du cuivre se faisait en grande partie par voie maritime : les principaux sites où ont été trouvés les lingots se situent en mer, sur la côte et sur les îles.

## Utilisation
On ignore si les lingots à peau de bœuf ont été utilisés comme monnaie. Les lingots trouvés lors de fouilles à Mycènes font maintenant partie des expositions du Musée numismatique d'Athènes. Cemal Pulak fait valoir que les poids des lingots d'Uluburun sont assez similaires pour avoir permis « une estimation rapide d'une quantité donnée de métal brut avant le pesage ». George Bass propose quant à lui, via les lingots de Gelidonya, dont les poids sont approximativement les mêmes, mais inférieurs à ceux des lingots d'Uluburun, que le poids n'était pas standard et que ceux-ci n'étaient donc pas une monnaie. Une autre théorie émet l'idée que leur forme particulière permettant une prise manuelle aisée soit l'indice d'un commerce facile et légitime.
En Sardaigne, des fragments de lingot ont été trouvés avec de la mitraille de métal et de la ferraille, parfois dans un atelier métallurgique. Citant ce fait, Vasiliki Kassianidou soutient que les lingots « étaient destinés à être transformés plutôt qu'à être conservés comme biens de prestige ».

## Principales découvertes

### Épave d'Uluburun

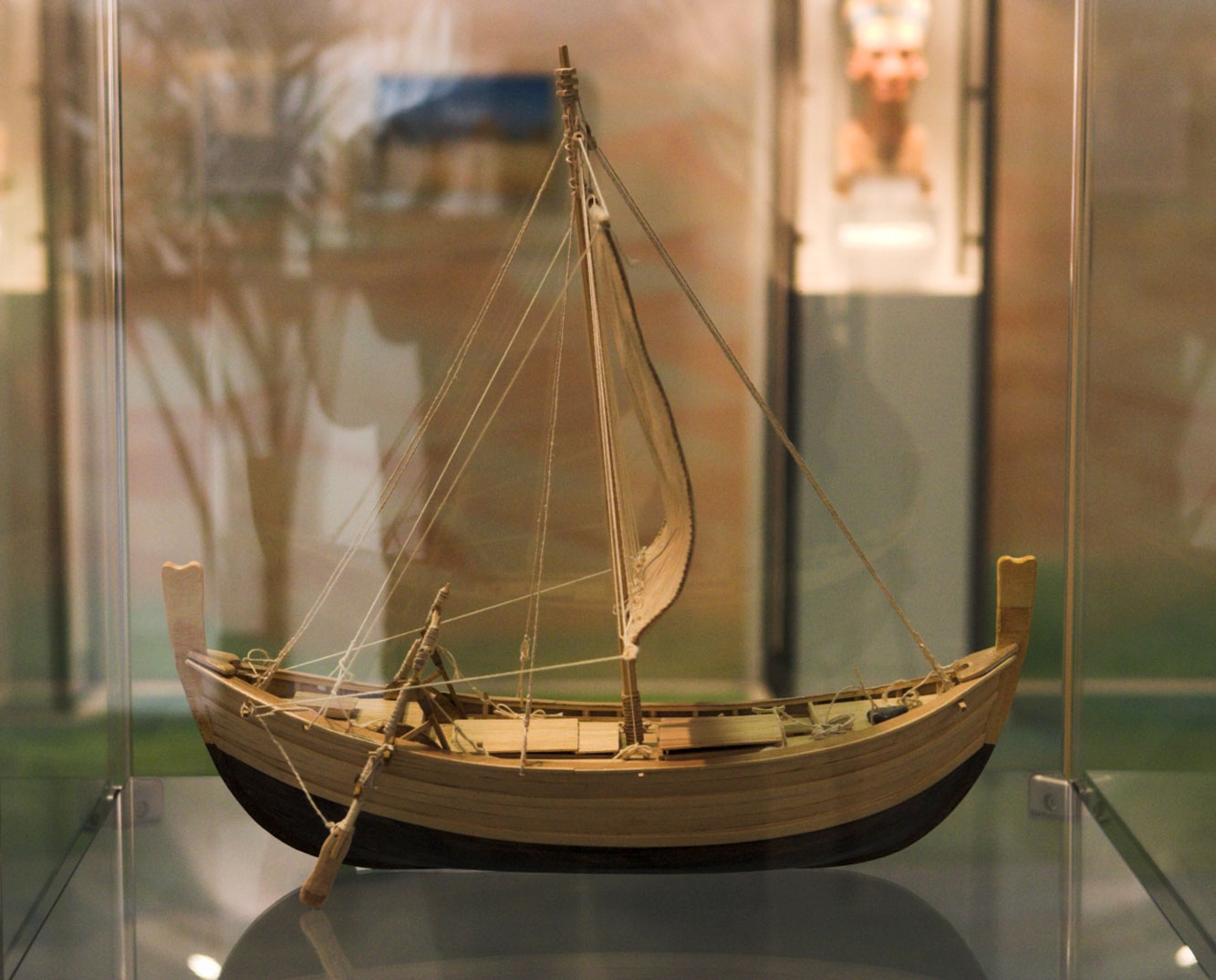
Maquette du navire d'Uluburun

En 1982, un plongeur découvrit une épave au large de la côte d'Uluburun, en Turquie. Le navire contenait 317 lingots de cuivre de forme normale, 36 avec seulement deux saillies de coin, 121 en forme de petits pains, et cinq en forme de coussins,,. La gamme de lingots (lingots avec deux ou quatre saillies) faisait un poids compris entre 20,1 et 29,5 kg après nettoyage de la corrosion<.

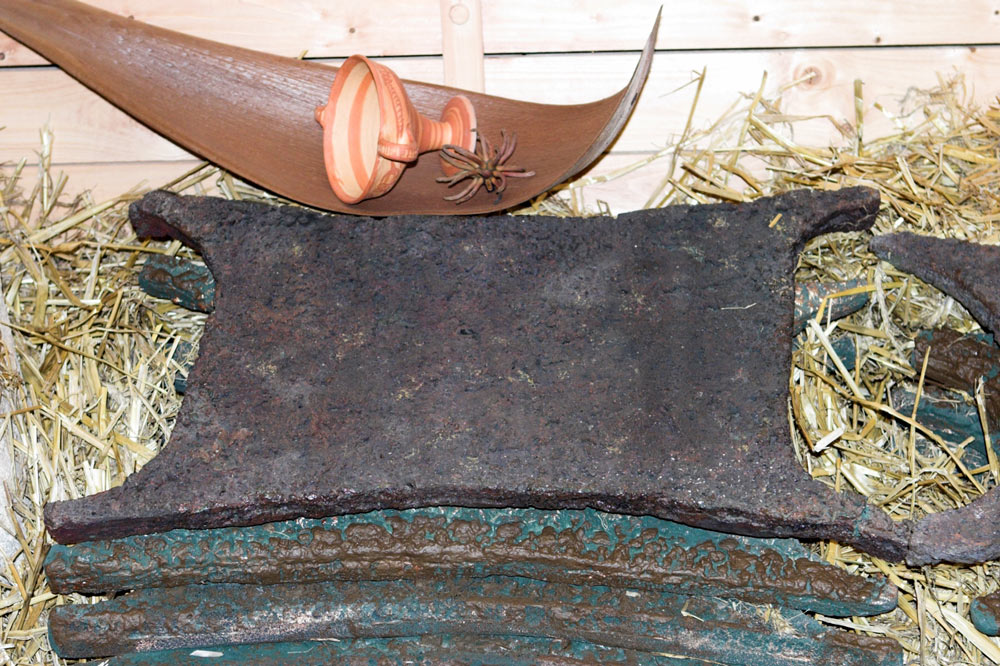
Disposition des lingots dans l'épave

Ces lingots ont été trouvés empilés sur quatre rangées suivant un motif de chevrons. Leur face lisse était orientée vers le bas, et la couche la plus basse reposait sur des branchages. Il y avait trois lingots d'étain complets, de nombreux lingots d'étain coupés en quartiers ou à moitié, avec leurs coins encore intacts. Outre des lingots de métal, la cargaison comprenait de l'ivoire, des bijoux et des poteries mycéniennes, chypriotes et cananéennes.
La dendrochronologie date le bois du navire approximativement de 1300 av. J.-C..
Plus de 160 plaques de cuivre, 62 lingots convexes et certains lingots d'étain sont incisés et marqués, généralement sur le côté rugueux. Certaines de ces marques ressemblent à des poissons, des rames ou des bateaux, se rapportant à la mer, et ont été probablement incisées après la coulée, quand le lingot fut réceptionné ou exporté.
Yuval Goren a proposé récemment que les dix tonnes de lingots de cuivre, la tonne de lingots d'étain et la résine cananéenne stockée dans les pots à bord du navire constituaient une commande complète. Les acheteurs du cuivre, de l'étain et de la résine auraient utilisé ces matériaux pour la coulée de bronze grâce à la technique de la cire perdue.

### Épave du cap Gelidonya
Dans les années 1950, des plongeurs trouvèrent les restes d'une épave au Cap Chélidonia, au large de la côte turque. Les restes archéologiques comportent une quantité importante de matériel de lingots de cuivre : 34 complets, 5 moitiés, 12 extrémités et 75 kg de fragments divers.
Vingt-quatre lingots de cuivre comportent des poinçons à leur centre représentant en majorité un cercle contenant des lignes qui se croisent. Ces poinçons ont été probablement apposés lorsque le métal était encore mou. En outre, le navire contenait de nombreux lingots « plan-convexe » de cuivre complets et incomplets, des barres d'étain rectangulaires et des outils agricoles chypriotes réalisés à partir de déchets de bronze,.
La datation par le carbone 14 des restes du navire donne une date approximative de 1200 av. J.-C..

## Composition et microstructure
En règle générale, les lingots de cuivre à peau de bœuf sont quasi purs (environ 99 % du poids en cuivre), avec des impuretés inférieures à un pour cent du poids. Les rares lingots d'étain disponibles pour l'étude sont aussi exceptionnellement purs.
L'analyse microscopique des lingots de cuivre à peau de bœuf d'Uluburun révèle qu'ils sont très poreux. Ce résultat est la conséquence de l'effervescence du gaz lors du refroidissement du métal fondu. Des inclusions de scories sont également présentes. Leur existence implique que les scories n'étaient pas entièrement supprimées du métal fondu et donc que les lingots étaient faits à partir de cuivre affiné. L'observation macroscopique des lingots d'Uluburun indique qu'ils ont été faits lors de coulées successives car il y a des couches distinctes de métal dans chaque lingot. De plus, le poids relativement élevé et la grande pureté des lingots seraient difficiles à réaliser aujourd'hui encore à partir d'une coulée unique,.
La porosité des lingots de cuivre et la fragilité naturelle de l'étain laissent penser que les deux types de lingots de métal étaient faciles à casser, et un forgeron aurait pu simplement casser un morceau du lingot chaque fois qu'il en aurait eu besoin.

## Provenance
Il existe une controverse concernant la provenance des lingots de cuivre à peau de bœuf. L'analyse des isotopes du plomb (AIP) suggère que les lingots de l'époque de l'Âge du bronze tardif (c'est-à-dire après 1250 av. J.-C.) sont composés de cuivre chypriote, spécifiquement du cuivre de la mine Apilki et de ses environs. Les caractéristiques des lingots de Gelidonya concordent avec celles du minerai chypriote tandis que les lingots d'Uluburun se rapprochent de ceux de la périphérie du champ isotopique chypriote. En revanche, les lingots qui ont été trouvés en Crète datent du Minoen tardif et ont les caractéristiques des isotopes du plomb paléozoïque, compatible avec les sources de minerai d'Afghanistan, d'Iran ou d'Asie centrale.
La validité de l'AIP a suscité une controverse. Paul Budd a soutenu que le cuivre de l'époque de l'Âge du bronze tardif était le produit de vastes mélanges et recyclages, que l'AIP était significative pour des métaux provenant d'un gisement de minerai unique mais qu'elle n'était pas pertinente si ce n'était pas le cas. Certains chercheurs estiment que la date de 1250 av. J.-C. est trop restrictive. Ils notent que Chypre possédait au début de l'Âge du bronze tardif des fonderies de cuivre sur une grande échelle et avait le potentiel pour exporter le métal vers la Crète et d'autres lieux,. En outre, le minerai de cuivre était plus abondant à Chypre qu'en Sardaigne et en Crète. Les archéologues ont découvert de nombreux lingots chypriotes exportés vers la Sardaigne, ainsi que des outils pour travailler le métal et des objets métalliques de prestige.
En raison de la corrosion importante des lingots d'étain, peu de données ont pu être recueillies pour les études isotopiques du plomb présent dans l'étain. Ainsi, la provenance des lingots d'étain reste incertaine. Le fait que les chercheurs n'aient pas encore réussi à localiser les gisements d'étain à l'Âge du bronze aggrave ce problème.

## Les moules de lingot
Un moule servant à couler les lingots datant de l'Âge du bronze tardif a été découvert du côté nord du palais de Ras Ibn Hani, en Syrie. Il est fait d'un calcaire coquillier à grains fins, le « ramleh ». Les archéologues ont trouvé des gouttelettes brulées de cuivre autour du moule. En dépit du problème de la faible longévité de conservation du calcaire, Paul Craddock et al. ont conclu qu'il pouvait être utilisé pour effectuer la coulée de « grandes formes simples » comme les lingots.
L'évolution du dioxyde de carbone du calcaire nuirait à la surface du métal en contact avec le moule. Par conséquent, les objets métalliques nécessitant une surface soignée ne pouvaient pas être réalisés convenablement. Néanmoins il ne faut pas en conclure que tous les lingots ont été réalisés dans des moules de calcaire. En utilisant un moule d'argile expérimental, Bass et al. ont soutenu que le côté lisse du lingot avait été en contact avec le moule tandis que son côté rugueux avait été exposé à l'atmosphère. La rugosité résulte donc de l'interaction de l'atmosphère et du métal lors du refroidissement.

## Petites statues protectrices des lingots
Vers la fin de l'Âge du bronze, de petites statues en bronze ont été produites à Chypre par le procédé de la cire perdue. Un grand nombre représentent un homme portant un lingot à peau de bœuf. Ces productions chypriotes ont été exportées en Grèce et en Sardaigne, où des artistes locaux les ont reproduites.

## Connexions égyptiennes
Bien que l'on n'ait retrouvé qu'un seul fragment de lingot à peau de bœuf en Égypte, ceux-ci sont fréquemment représentés dans diverses peintures d'époque. La plus ancienne remontant au XVe siècle av. J.-C. et la dernière connue au XIIe siècle av. J.-C..
Les lingots sont représentés avec leurs protubérances typiques et de couleur rouge, ce qui laisse supposer qu'ils soient en cuivre. Les écritures qui accompagnent les peintures attestent que les gens portant les lingots proviennent du nord, en particulier de Rétjénou (Syrie) et de Keftiu (Crète ?). En général, les lingots sont représentés portés par des hommes les chargeant sur leurs épaules ou dans des scènes montrant le travail dans des ateliers de fusion. Dans le temple de Karnak, le pharaon Amenhotep II transperce un lingot à peau de bœuf de cinq flèches pendant qu'il guide son char de guerre.
Dans les lettres d'Amarna, datées de la première moitié du XIVe siècle av. J.-C., on fait référence à des centaines de talents de bronze ainsi qu'à d'autres marchandises comme des défenses d'éléphant et du verre, envoyés par le roi d'Alashiya (identifié par les historiens comme Chypre) en Égypte,.